# 1930
1930 (MCMXXX) je bilo navadno leto, ki se je po gregorijanskem koledarju začelo na sredo.

## Dogodki
- 3. januar - pričetek druge konference o nemških vojnih reparacijah v Haagu.
- 13. januar - izide prvi strip z Miki Miško.
- 18. februar - Clyde William Tombaugh odkrije Pluton.
- 12. marec - Mahatma Gandi začne svoj pohod proti morju v protestu proti britanskemu monopolu nad pridelavo soli.
- 28. marec - Konstantinopel se preimenuje v Istanbul, Angora pa v Ankaro.
- 5. april - Gandi prispe do morja in kot dejanje državljanske nepokorščine prične pridelovati sol.
- 7. julij - pričetek gradnje Hooverjevega jezu.
- 13. – 30. julij - Urugvaj gosti prvo svetovno prvenstvo v nogometu.
- 12. avgust - turške sile prispejo v Perzijo v boj proti kurdskim upornikom.
- 27. avgust - vojaška hunta prevzame oblast v Peruju.
- 2. december - velika gospodarska kriza: ameriški predsednik Herbert Hoover prosi ameriški kongres za odobritev programa javnih del v vrednosti 150 milijonov dolarjev, ki bi pomagal ustvarjati delovna mesta in stimulirati gospodarstvo.
- 19. december - izbruh ognjenika Merapi na Javi (Indonezija) zahteva 1.300 življenj.

## Rojstva
- 11. januar - Rod Taylor, avstralski filmski igralec († 2015)
- 30. januar - Gene Hackman, ameriški filmski igralec († 2025)
- 15. marec - Žores Ivanovič Alfjorov, ruski fizik, nobelovec († 2019)
- 24. marec - Steve McQueen, ameriški filmski igralec († 1980)
- 13. april - Taras Kermauner, slovenski filozof, literarni zgodovinar, esejist, dramaturg, akademik († 2008)
- 5. maj - Michael James Adams, ameriški vojaški pilot, astronavt († 1967)
- 11. maj - Edsger Wybe Dijkstra, nizozemski računalnikar († 2002)
- 2. junij - Lojze Rozman, slovenski gledališki, filmski in TV igralec († 1997)
- 3. julij - Carlos Kleiber, avstrijski dirigent († 2004)
- 11. julij - Mojmir Sepe, slovenski skladatelj zabavne glasbe in dirigent († 2020)
- 15. julij - 
  - Jacques Derrida, francoski filozof († 2004)
  - Stephen Smale, ameriški matematik
- 1. avgust - Pierre Bourdieu, francoski filozof in sociolog († 2002)
- 5. avgust - Neil Armstrong, ameriški astronavt († 2012)
- 24. avgust - Rajko Koritnik, slovenski operni pevec, tenorist († 2007)
- 23. september - Ray Charles Robinson, ameriški pevec soula († 2004)
- 16. oktober - John Polkinghorne, angleški fizik in teolog († 2021)
- 27. november - Vladimir Andrejevič Uspenski, ruski matematik († 2018)
- 7. december - Sergej Pahor, slovenski fizik († 2006)

## Smrti
- 19. januar - Frank Plumpton Ramsey, britanski matematik (* 1903)
- 2. april - Zavditu, etiopska nigiste negasti (* 1876)
- 3. maj - Simon Ogrin, slovenski slikar (* 1851)
- 13. maj - Fridtjof Nansen, norveški polarni raziskovalec, zoolog in diplomat, nobelovec (* 1861)
- 16. junij - Elmer Ambrose Sperry, ameriški izumitelj, podjetnik (* 1860)
- 7. julij - sir Arthur Conan Doyle, škotski pisatelj (* 1859)
- 20. avgust - Herbert Hall Turner, angleški astronom in seizmolog (* 1861)
- 22. september - Jožef Sakovič, madžarsko-slovenski pisatelj (* 1874)
- 29. september - Ilja Jefimovič Repin, ruski slikar, kipar (* 1844)
- november - Alfred Lothar Wegener, nemški geolog, astronom, meteorolog, klimatolog in raziskovalec (* 1880)
- 13. december - Friderik Pregl, slovensko-avstrijski zdravnik in kemik, nobelovec (* 1869)

## Nobelove nagrade
- Fizika - Sir Chandrasekhara Venkata Raman
- Kemija - Hans Fischer
- Fiziologija ali medicina - Karl Landsteiner
- Književnost - Sinclair Lewis
- Mir - Lars Olof Nathan Söderblom